# Municipio de Elkland (Pensilvania)
El municipio de Elkland (en inglés: Elkland Township) es un municipio ubicado en el condado de Sullivan en el estado estadounidense de Pensilvania. En el año 2000 tenía una población de 607 habitantes y una densidad poblacional de 6 personas por km².

## Geografía
El municipio de Elkland se encuentra ubicado en las coordenadas 41°29′30″N 76°37′59″O / 41.49167, -76.63306.

## Demografía
Según la Oficina del Censo en 2000 los ingresos medios por hogar en la localidad eran de $35,893 y los ingresos medios por familia eran $40,000. Los hombres tenían unos ingresos medios de $25,625 frente a los $19,688 para las mujeres. La renta per cápita para la localidad era de $18,568. Alrededor del 5,8% de la población estaban por debajo del umbral de pobreza.